# Троицкий, Николай Иванович
Николай Иванович Троицкий (14 апреля 1851, Богатищево-Подлесное, Каширский уезд, Тульская губерния, Российская империя — 24 сентября 1920, Тула, РСФСР) — русский богослов и духовный писатель, археолог, краевед, собиратель древностей, публицист, создатель первого музея Тульской губернии «Палата древностей» (1886).

## Биография
Родился 14 апреля 1851 года в семье дьячка с. Богатищево-Подлесное Каширского уезда. По территориальной принадлежности начал своё обучение в Венёвском духовном училище. После смерти отца был переведён на учёбу в Тулу, где окончил духовные училище и семинарию (1872).
В 1876 окончил Московскую духовную академию и начал преподавать в Костромской духовной семинарии. В 1877 году избран членом-корреспондентом, а в 1885 — действительным членом Императорского Московского археологического общества. В 1878 году защитил диссертацию на звание магистра богословия.
С 1879 года преподаватель в Тульской духовной семинарии и женском епархиальном училище до своего выхода в отставку в 1914 году.
В 1881 году руководитель первых научных раскопок в Тульской губернии. В 1884, 1886 и 1887 годах предпринял три исследовательские поездки в район исторического Куликова поля, по результатам которых подготовил доклад «Берега реки Непрядвы в историко-археологическом отношении», заслушанный на VII Археологическом съезде в августе 1887 года в Ярославле. Именно там впервые были подняты вопросы древней истории и археологии Куликова поля.
В 1881—1908 годах участник V-ХIV Всероссийских археологических съездов и XI Международного конгресса по доисторической археологии и антропологии (1892),
С 1885 года основатель и заведующий первым в России Тульским епархиальным древлехранилищем — общедоступной Палатой древностей, член Рязанской, Орловской, Калужской учёных архивных комиссий, Комитета для составления историко-статистического описания Тульской епархии и Тульского губернского статистического комитета.
С 1898 года создатель и старшина Историко-археологического товарищества.
С 1906 года почётный член Общества защиты и сохранения в России памятников искусства и старины, статский советник.
В 1909 году избирается в члены Таврической учёной архивной комиссии.
С 1911 член Куликовского комитета по строительству храма Сергия Радонежского на Куликовом поле.
В 1913 году один из инициаторов создания Тульской архивной комиссии, однако не вошёл в неё из-за несогласия с уставом.
В 1917 году товарищ председателя чрезвычайного епархиального съезда духовенства и мирян, член Поместного Собора Православной Российской Церкви по избранию как мирянин от Тульской епархии, участвовал в 1-2-й сессиях, член II, VII, XII, XV отделов.
В 1918 году член Тульского епархиального совета, организатор публичных лекций по истории тульского края при художественно-историческом музее.
В 1919, работая в музейном подотделе Тульского губернского отдела народного образования, начал составлять конспект для справочника по археологии тульского края.
В последние годы жизни собирал материал по фольклору Тульской губернии. Отмечал трудности подобных исследований: «Трудно не столько собирать произведения народного творчества, сколько распознавать, что принадлежит собственно тульскому населению и что им заимствовано». Делал попытки собирать материал для словаря замечательных людей тульского края, особенно его интересовал род Хомяковых.
Скончался 24 сентября 1920 года в Туле и был похоронен на Всехсвятском кладбище. Со временем его могила была утеряна. К 100-летнему юбилею со дня кончины Троицкого на Всехсвятском кладбище ему был возведен памятник из черного гранита.

## Память
2 ноября 2006 года, в годовщину 155-летия со дня рождения Николая Троицкого, на доме в Туле, где он жил много лет, была торжественно открыта памятная доска.

### Богословские труды
- О происхождении первых трех канонических Евангелий. Кострома, 1878.
- Русская библейская наука и её современная задача; Воспоминание о протоиерее Александре Васильевиче Горском; Свидетельство Иоанна Предтечи о первенстве бытия и служения Мессии // Чтения в Обществе любителей духовного просвещения. 1878; 1881. № 7; 1883. № 11.
- Митрополит Филарет как истолкователь Священного Писания // Сборник, изданный Обществом любителей духовного просвещения, по случаю празднования столетнего юбилея со дня рождения Филарета, митрополита Московского. Т. 2. М., 1883.
- Книга Иова. Последовательное изъяснение. Ч. 1-3. Тула, 1880—1885.
- Святые пророки Ветхого завета. Последовательное изъяснение славянского текста. Т. 1. Книга пророка Исаии. Вып. 1-4. Т. 2. Книга пророка Иеремии. Плач Иеремиев. Тула, 1889—1899.
- Псалтирь. Последовательное изъяснение славянского текста. Тула, 1904—1908.
- Книга пророка Варуха. Последовательное изъяснение славянского текста. Тула, 1912.

### Историко-археологические труды
- Памятники Знаменского монастыря в Курске // Курские ЕВ. 1884. № 10-11.
- Церковно-археологические памятники, хранящиеся, в ризнице Тульского архиерейского дома // Тульские ЕВ. 1885. № 16-20.
- Берега реки Непрядвы в историко-археологическом отношении. Тула, 1887.
- Ископаемые останки мамонта и лося послеледниковой фауны по Тульской губ. // Труды V-го Археологического съезда в Тифлисе. М., 1887.
- Материалы для историко-статистического описания Тульской губернии. Тула, 1888.
- О влиянии христианства на жизнь русского народа. Тула, 1888.
- Народное сказание об архистратиге Михаиле. Тула, 1899.
- Успенская церковь в с. Ревякине-Грызлове // Тульские ЕВ. 1889.
- Следы язычества на пространстве между верховьями рек Оки и Дона; Песнь Песней во фресках Тульского Успенского собора; Тульский Богородичный общежительный мужской монастырь, что в Щеглове // Памятная книжка Тульской губ. Тула, 1893, 1895, 1897.
- Следы язычества на пространстве между верховьями рек Оки и Дона // Памятная кн. Тульской губернии на 1893 г. Тула, 1893.
- Венёвский Богоявленский (упразднённый) монастырь и его достопримечательности // Тульские епархиальные ведомости, 1895, 16-31 авг., 1-15 сент., № 16-17.
- О городе Обояни и его соборном храме // Археологические известия и заметки. 1895. № 7-8.
- Лицевые вериги и их значение; Тульское епархиальное древлехранилище. Судьба его с 1885 по 1897 гг.; Влияние космологии на иконографию византийского купола // Там же. 1897. № 10, 19; 1898. № 9.
- За Венёв монастырь // Тульские губернские ведомости. 1897. № 217.
- Село Городище. Тула, 1897.
- Об иконном писании. Тула, 1897.
- Село Городище — древний город Лопасня монастырь св. Николая Чудотворца четырех церквей // Памятная кн. Тул. губ. на 1898 г. Тула, 1898.
- Городище при с. Поречье Одоевского уезда Тульской губернии // Тульские епархиальные ведомости. 1898. 15 июля, № 14.
- Обращение сиро-халдейских несториан к Православной Церкви. Тула, 1898.
- Курская чудотворная икона знамения Божией Матери. Тула, 1898.
- Сто лет бытия Тульской епархии с 1799 по 1899 гг. Тула, 1899.
- Городище при с. Поречье Одоевского у. Тульской губ..
- Народное сказание об Архистратиге Михаиле // Тульская старина. 1899. № 1, 3.
- Памятование об историческом прошлом в деле школьного воспитания // Тульская старина. 1901. № 7.
- Открытые письма за Атлантической океан // Вера и Церковь. 1899. № 10; 1900. № 10; 1901. № 3-4; 1903. № 2.
- Кто он? (Моя встреча с графом Л. Н. Толстым) // Там же. 1903. № 1.
- Sine injuria; Памяти Ал. Н. Смирницкого;Священный образ великого воспитателя. Приветствие инспектору Тульской ДС Ив. Ф. Перову; Служба — крест, а труд — радость; Два предстоящих знаменательных торжества; Священной памяти преподобного Макария Жабынского; Награда кротости; Благодарность детей и благодарность детям; Церковная школа // Тульские ЕВ. 1901—1903.
- Древнейший храм Херсонеса Таврического по раскопкам последнего времени // Южный край. 1902.
- Прииди и виждь. Тула, 1902.
- Плач пленных иудеев. Тула, 1902.
- Бесценное благо духовной школы. Тула, 1902.
- Два знаменательных торжества; Памяти Ал. Н. Смирницкого; Ответ профессора Рудольфа Вирхова Тульскому историко-археологическому товариществу; Архистратиг Михаил // Тульская старина. 1902. № 9, 11-12.
- О развитии садоводства // Отчет о деятельности Тульского отдела Российского общества садоводства за 1901 год. Тула, 1903.
- Куликовская победа // Тульские епархиальные ведомости, 1903, 1 окт., № 18-19; Тульская старина, 1904, № 4.
- Березовское городище и древний удельный город Волконеск. Тула, 1904.
- А. С. Хомяков как мыслитель // Тульские ЕВ. 1904. № 9.
- Русский народный идеал. М., 1906.
- Артосная панагия молдавского воеводы и господаря Стефана Томши, 1623 года // Древности. Труды Московского археологического общества. 1907. Т. 21. Вып. 2.
- Сергиевский кафедральный собор в гор. Курске; Человек и животные // Курские ЕВ. 1907. № 31-32.
- Крест Христов — щит от соблазнов. По поводу «юбилея» гр. Л. Н. Толстого. Тула, 1908.
- Село Просек (Макарьевского у. Нижегородской губ.); Византийская нумизматика как источник по истории христианской иконографии // Труды III Областного историко-археологического съезда. Владимир, 1908.
- Триединство Божества: Историко-археологическое исследование по памятникам всеобщей истории искусства. (Сообщение на XIV Всероссийском археологическом съезде в г. Чернигове). Изд. 2-е, испр. и доп. Тула, Тип. Е. И. Дружининой, 1909.
- Одоевский Анастасов Богородице-Рождественский монастырь. Тула, 1910.
- Село Татево: Летописный очерк. Тула, 1910.
- Село Татево Тульского уезда // Тульские епархиальные ведомости, 1910, 1 дек., № 45.
- Тульский Успенский женский монастырь. Тула, 1913.
- Песнь Песней во фресках Тульского Успенского собора // Светильник, 1914. № 8.
- Село Богучарово — родина А. С. Хомякова. Тула, 1914.
- Песнь Песней во фресках Тульского Успенского собора // Светильник. 1914. № 8.
- Из внутреннего быта студентов Московской духовной академии через 10 лет ее пребывания в Троице-Сергиевой лавре // БВ. 1914. № 10/11.
- Новосильская икона св. Николая «Доброго» // Светильник. 1915. С. 74-88.
- «Великий писатель земли Русской», или Правда о «двух стариках» // Миссионерский сборник. 1915. № 11.
- «Великий писатель земли Русской», или Покушение на науку с негодными средствами // Миссионерский сборник. 1916. № 10/11.
- Тульская епархиальная палата древностей // Тульские ЕВ. 1917. № 13-16.

### Переиздания трудов
- Троицкий Н. И. Триединство Божества / Подг. текста, коммент., перевод прилож. Р. В. Багдасаров. — М.: ИПК «Московская Правда», 1997. — 96 с. — (Христианская символика и иконография). (Текст переиздан с сокращениями)
- Троицкий Н. И. Берега реки Непрядвы в историко-археологическом отношении / Н. И. Троицкий; Гос. военно-ист. и природ. музей-заповедник «Куликово поле», Государственный архив Тульской области. — Тула: Гриф и К, 1998. — 22 с. — (Историко-краеведческая библиотека; Вып. 1). (Репринтное воспроизведение текста доклада на VII Археологическом съезде 1887 г.)
- Троицкий Н. И. Тульские древности: Сборник / Вступ. статья Е. В. Васильевой. — Тула: Приокское кн. изд-во, 2002. — 400 с. — 5000 экз. — ISBN 5-7639-0643-8. (в пер.)